# Philippe Mouret
Pour les articles homonymes, voir Mouret.
Philippe Mouret est un médecin français, né le 29 septembre 1938 à Lisieux et mort d'un cancer le 20 juin 2008 à Sainte-Euphémie. Il est l'inventeur de la cœlioscopie chirurgicale, parfois appelée seconde révolution française. Elle a ouvert la voie à la chirurgie mini-invasive qui permet de réduire le stress chirurgical en permettant de recourir à des incisions beaucoup plus réduites que la chirurgie "classique" par laparotomie. Il a pratiqué une première chirurgicale mondiale avec une cholecystectomie par cœlioscopie en 1987 à la clinique de la Sauvegarde à Lyon (France).

## Biographie
Philippe Mouret est né le à 29 septembre 1938 à Lisieux en Normandie. Sa famille a ensuite rejoint Lyon en 1952. Il y a fait ses études de médecine et sa spécialisation en chirurgie.
Dès 1968, il a eu l'idée d'utiliser la cœlioscopie, initialement réservée à la gynécologie pour pouvoir écarter un diagnostic d'appendicite sans ouvrir l'abdomen, technique de référence à l'époque en l'absence de scanner et d'échographie. 
Peu encouragé par ses collègues qui préfèrent alors pratiquer de larges incisions, il décide de s'installer comme chirurgien libéral à la Clinique de la Sauvegarde à Lyon en 1970.
En 1972 : il réalise la première intervention par cœlioscopie (libération d'une occlusion intestinale en sectionnant une bride).
En 1983, il réalise la première appendicectomie sous cœlioscopie. 
En 1987 : il réalise une première mondiale, une cholecystectomie par cœliochirurgie.
Les premières intervention étaient réalisées par optique directe, l'opérateur étant le seul à visualiser son travail. Le développement technologique a permis ensuite de disposer de la vidéo-endoscopie (visualisation de l'intervention sur écran), ce qui rendait l'intervention plus facile à réaliser et à enseigner.
Malgré une forte opposition de certains confrères, la technique a fini par connaître un développement spectaculaire.
En 1990, il monta un centre de chirurgie ambulatoire. N'ayant pas pu obtenir l'agrément de la sécurité sociale, ce fut un échec économique qui le poussa à s'exiler en Italie, en Inde et au Vietnam où il a pu diffuser sa technique.

## Distinctions et récompenses
- Membre associé de l’Académie Nationale de Chirurgie en 1993, puis Membre titulaire en 1999.
- En 1992, Prix DELANNOY ROBBE de l’Académie de Médecine.
- Premier Président et membre fondateur de la Société Française de Chirurgie Endoscopique (SFCE).
- Honorary Professor of Hunan Provincial People’s, Hospital University of Changsa (Chine – Hunan).
- Prix de la Fondation Honda en septembre 2007
- Membre d’honneur de l’Association Française de Chirurgie en 2006.
- médaille d’or de la ville de Lyon en 2007.
- Prix d’honneur des Trophées de l’hospitalisation privée en 2008[4].